# Puente Baratashvili
El puente Baratashvili (en idioma georgiano: ბარათაშვილის ხიდი) es un puente peatonal y de tráfico sobre el río Kurá en Tiflis, capital de Georgia que conecta el distrito de Avlabari con el antiguo distrito de Tiflis y Mtatsminda. Un ejemplo característico de la arquitectura de la década de 1960.

## Historia
Inicialmente, el puente se llamaba puente Mukhrani o puente Mukhransky (en georgiano: მუხრანის ხიდი), según el nombre del distrito Mukhrani en la margen derecha del río Kurá, donde se encontraba el palacio de los príncipes de Bagrationi-Mukhraneli. El nombre moderno se le dio al puente en 1966, es a menudo conocido como «Puente del Amor», en referencia a su nombre actual dado en honor al poeta romanticista georgiano Nikoloz Baratashvili. Las barandillas del puente han sido decoradas con figuras de bronce de parejas enamoradas. Los pilares de este puente fueron volados en 1911 durante la construcción de un puente de metal; cuando hay una disminución en el nivel del agua, se pueden apreciar los restos de dos de sus estribos (de la margen izquierda y del medio) a una distancia de 20 m entre sí.
En 1882, el arquitecto A. Umansky redactó un puente de metal, en 1906, el proyecto Umansky fue revisado por los ingenieros E.O. Paton , A.I. Tolchin y P.V. Rabtsevich. En 1909 - 1911 según este proyecto se construyó un puente de metal de un solo tramo. La gran inauguración del puente tuvo lugar el 24 de abril de 1911 en presencia del alcalde de Tiflis A.I. Khatisov. En apariencia, el puente era similar al puente Bolsheokhtinsky que cruza el río Nevá en San Petersburgo. El tramo calculado del puente fue de 73 m, la distancia entre los ejes de las armaduras fue de 11,2 m, el ancho total del puente fue de 17 m, el ancho de la calzada fue de 11 m.
El puente actual fue construido entre los años 1963 - 1966, diseñado por el ingeniero G. Kartsivadze y los arquitectos S. Kavlashvili y V. Kurtishvili. El proyecto del puente recibió el tercer premio en la Exposición de éxitos de la arquitectura soviética de toda la Unión, celebrada en 1967. En 2008, se instalaron un grupo de esculturas "Juventud" en el puente (por G. Dzhaparidze).